# Bathydraconidae
Bathydraconidae är en familj i underordningen notothenioider (Notothenioidei) bland abborrartade fiskar. Familjen förekommer endemisk i Antarktiska oceanen. Namnet är sammansatt av de grekiska orden för "djup" och "drake".

## Beskrivning
Arten är smala fiskar med ett avplattat huvud och en långdragen nos. De når en kroppslängd mellan 13 och 59 cm och saknar den första ryggfenan. Hos vissa arter förekommer flera sidolinjeorgan.

## Systematik
Efter undersökningar av arternas mitokondriella DNA delas de i tre underfamiljer med tillsammans 11 släkten och 17 arter.
- Bathydraconinae 
  - Bathydraco - 5 arter
  - Prionodraco - en art
  - Racovitzia - 2 arter
- Cygnodraconinae 
  - Cygnodraco - en art
  - Gerlachea - en art
  - Parachaenichthys - 2 arter
- Gymnodraconinae 
  - Acanthodraco - en art
  - Gymnodraco - en art
  - Psilodraco - en art
- underfamilj oklar
  - Akarotaxis - en art
  - Vomeridens - en art